# Archie Marshall
Archibald „Archie“ Marshall (* 23. Oktober 1952 in Glasgow) ist ein ehemaliger britischer Eisschnellläufer.

## Werdegang
Marshall nahm von 1971 bis 1981 an internationalen Wettbewerben teil und errang in der Saison 1971/72 bei den Juniorenweltmeisterschaften 1972 in Lisleby den 17. Platz im Kleinen Vierkampf sowie bei der Sprintweltmeisterschaft 1972 in Eskilstuna den 27. Rang im Sprint-Mehrkampf. In der Saison 1972/73 lief er bei den Juniorenweltmeisterschaften 1973 in Assen auf den 18. Platz im Kleinen Vierkampf und bei der Sprintweltmeisterschaft 1973 in Oslo auf den 29. Rang im Sprint-Mehrkampf. In den folgenden Jahren kam er bei der Sprintweltmeisterschaft 1974 in Innsbruck auf den 22. Platz, bei der Sprintweltmeisterschaft 1975 in Göteborg auf den 24. Rang im Sprint-Mehrkampf und bei den Olympischen Winterspielen 1976 in Innsbruck auf den 21. Platz über 1000 m sowie auf den 16. Platz über 500 m. Bei der Sprintweltmeisterschaft zwei Jahre später in Lake Placid errang er den 29. Platz im Sprint-Mehrkampf. Dort belegte er bei den Olympischen Winterspielen 1980 den 40. Platz über 1000 m.

## Erfolge

### Olympische Spiele
- 1976 Innsbruck: 16. Platz 500 m, 21. Platz 1000 m
- 1980 Lake Placid: 40. Platz 1000 m

### Sprint-Weltmeisterschaften
- 1972 Eskilstuna: 27. Platz Sprint-Mehrkampf
- 1973 Oslo: 29. Platz Sprint-Mehrkampf
- 1974 Innsbruck: 22. Platz Sprint-Mehrkampf
- 1975 Göteborg: 24. Platz Sprint-Mehrkampf
- 1978 Lake Placid: 29. Platz Sprint-Mehrkampf

## Persönliche Bestzeiten
| Disziplin | Zeit        | Datum             | Ort        |
| --------- | ----------- | ----------------- | ---------- |
| 500 m     | 39,41 s     | 19. Januar 1980   | Davos      |
| 1000 m    | 1:19,23 min | 19. Januar 1980   | Davos      |
| 1500 m    | 2:06,50 min | 29. Dezember 1980 | Inzell     |
| 3000 m    | 4:54,70 min | 16. Dezember 1972 | Groningen  |
| 5000 m    | 8:14,00 min | 28. Dezember 1973 | Heerenveen |